# Подгорац (Бољевац)
Подгорац је насеље у Србији у општини Бољевац у Зајечарском округу. Према попису из 2022. било је 1.555 становника (према попису из 2011. било је 1.913 становника).

## Историја
Немци су у септембру 1941. године потпуно спалили села Подгорац и Злот, што је била освета за партизанско уништење рудника Ртањ и ометање саобраћаја уништавањем мостова и железничких пруга. Прво су села бомбардовали из ваздуха, срушивши у Подгорцу једну кућу и убивши нешто стоке и живине. 9. септембра до 15 часова читави Подгорац је био спаљен. За ову операцију је немачка команда ангажовала око 30 камиона и борних кола, те 700 војника из Ниша, Зајечара и Бора наоружаних аутоматима. Главно наоружање је било 7 топова и преко 30 тешких митраљеза. На свим раскрсницама путева који су водили у планину и поља, на Тилва налти, Самару, Тројином и Мачковом брду Немци су поставили и закамуфлирали тешке митраљезе. 26 таквих митраљеских гнезда сасвим је блокирало село. После митраљеске пуцњаве у куће и стаје упадали су немачки војници са нарамцима сламе којом су пунили све просторије. Затим би убацивали запаљиве бомбе, а укућане гурали у куће захваћене ватром и затварали врата за њима. Сексуално су злостављали девојке и мајке и бацали их у згаришта. У оба села, Подгорцу и Злоту, изгореле су 853 куће и друге грађевине, те велике количине људске и сточне хране. По паљевини села Немци су отерали у Бор и затворили 150 Злоћана и Подгорчана. После два дана од њих су издвојили 22, по 11 из сваког села, и стрељали их на пијаци у Бољевцу.
У центру села налази се Османбегова чесма, сазидана крајем 18. века. У селу је рођен народни херој Ђорђе Симеоновић.
Овде се налаѕи Црква Сошествија Светог Духа у Подгорцу.
Према попису из 1953. у Подгорцу је било 664 домаћинстава и 2.961 становник. По деловима насеља распоред становништва био је следећи:
| Део насеља | Бр. домаћинстава | Бр. становника |
| ---------- | ---------------- | -------------- |
| Ваља Рнж   | 78               | 210            |
| Марар      | 38               | 201            |
| Подгорац   | 312              | 1.352          |
| Сарака     | 43               | 241            |
| Стрмљана   | 41               | 221            |
| Тимок      | 76               | 386            |
| Тријангла  | 39               | 201            |
| Фундоњ     | 37               | 149            |
| Подгорац   | 664              | 2.961          |

## Демографија
Према попису из 2022. у Подгорцу живи 1.555 становника што је за 358 мање (-18,71%) у односу на попис из 2011. када је било 1.913 становника. У насељу има 1.324 пунолетних становника, а просечна старост становништва износи 47,12 година (45,95 код мушкараца и 48,29 код жена).
Према попису из 2002. у насељу има 606 домаћинстава, а просечан број чланова по домаћинству је 3,66.
Становништво у овом насељу веома је нехомогено, а у последња три пописа, примећен је пад у броју становника.
Прва школа је отворена 1840. године. У њој је радио познати песник и сликар Ђура Јакшић. На путу за Подгорац приликом ноћења у манастиру Горњак настала је његова песма -Ноћ у Горњаку.
|             | \| Демографија[4] \| Демографија[4] \| Демографија[4] \| \| Година \| Становника \| Становника \| \| -------------- \| -------------- \| -------------- \| \| 1948. \| 2.893 \| \| \| 1953. \| 2.961 \| \| \| 1961. \| 3.255 \| \| \| 1971. \| 2.870 \| \| \| 1981. \| 2.772 \| \| \| 1991. \| 2.475 \| 2.451 \| \| 2002. \| 2.218 \| 2.277 \| \| 2011. \| 1.913 \| \| \| 2022. \| 1.555 \| \| |            |
| Демографија | |            |
| Година      | Становника | Становника |
| 1948.       | 2.893 |            |
| 1953.       | 2.961 |            |
| 1961.       | 3.255 |            |
| 1971.       | 2.870 |            |
| 1981.       | 2.772 |            |
| 1991.       | 2.475 | 2.451      |
| 2002.       | 2.218 | 2.277      |
| 2011.       | 1.913 |            |
| 2022.       | 1.555 |            |

| Етнички састав према попису из 2002.‍ | Етнички састав према попису из 2002.‍ | Етнички састав према попису из 2002.‍ | Етнички састав према попису из 2002.‍ | Етнички састав према попису из 2002.‍ |
| ------------------------------------ | ------------------------------------ | ------------------------------------ | ------------------------------------ | ------------------------------------ |
|                                      |                                      |                                      |                                      |                                      |
| Власи                                | Власи                                |                                      | 1.157                                | 52,16%                               |
| Срби                                 | Срби                                 |                                      | 903                                  | 40,71%                               |
| Румуни                               | Румуни                               |                                      | 19                                   | 0,85%                                |
| Хрвати                               | Хрвати                               |                                      | 3                                    | 0,13%                                |
| Македонци                            | Македонци                            |                                      | 2                                    | 0,09%                                |
| Југословени                          | Југословени                          |                                      | 2                                    | 0,09%                                |
| Бошњаци                              | Бошњаци                              |                                      | 1                                    | 0,04%                                |
| непознато                            | непознато                            |                                      | 14                                   | 0,63%                                |

| Година пописа     | 1948. | 1953. | 1961. | 1971. | 1981. | 1991. | 2002. |
| ----------------- | ----- | ----- | ----- | ----- | ----- | ----- | ----- |
| Број домаћинстава | 607   | 664   | 746   | 698   | 678   | 640   | 606   |

| Број чланова      | 1  | 2   | 3  | 4   | 5  | 6  | 7  | 8  | 9 | 10 и више | Просек |
| ----------------- | -- | --- | -- | --- | -- | -- | -- | -- | - | --------- | ------ |
| Број домаћинстава | 89 | 122 | 88 | 103 | 82 | 72 | 34 | 15 | 1 | 0         | 3,66   |

| Пол    | Укупно | Неожењен/Неудата | Ожењен/Удата | Удовац/Удовица | Разведен/Разведена | Непознато |
| ------ | ------ | ---------------- | ------------ | -------------- | ------------------ | --------- |
| Мушки  | 915    | 190              | 626          | 67             | 32                 | 0         |
| Женски | 949    | 105              | 620          | 188            | 34                 | 2         |
| УКУПНО | 1.864  | 295              | 1.246        | 255            | 66                 | 2         |

| Пол    | Укупно                    | Пољопривреда, лов и шумарство | Рибарство                            | Вађење руде и камена | Прерађивачка индустрија       |
| ------ | ------------------------- | ----------------------------- | ------------------------------------ | -------------------- | ----------------------------- |
| Мушки  | 454                       | 111                           | 0                                    | 183                  | 62                            |
| Женски | 231                       | 136                           | 0                                    | 13                   | 10                            |
| УКУПНО | 685                       | 247                           | 0                                    | 196                  | 72                            |
| Пол    | Производња и снабдевање   | Грађевинарство                | Трговина                             | Хотели и ресторани   | Саобраћај, складиштење и везе |
| Мушки  | 10                        | 6                             | 13                                   | 3                    | 32                            |
| Женски | 0                         | 1                             | 28                                   | 6                    | 0                             |
| УКУПНО | 10                        | 7                             | 41                                   | 9                    | 32                            |
| Пол    | Финансијско посредовање   | Некретнине                    | Државна управа и одбрана             | Образовање           | Здравствени и социјални рад   |
| Мушки  | 0                         | 8                             | 11                                   | 5                    | 3                             |
| Женски | 1                         | 0                             | 5                                    | 12                   | 14                            |
| УКУПНО | 1                         | 8                             | 16                                   | 17                   | 17                            |
| Пол    | Остале услужне активности | Приватна домаћинства          | Екстериторијалне организације и тела | Непознато            | Непознато                     |
| Мушки  | 4                         | 0                             | 0                                    | 3                    | 3                             |
| Женски | 0                         | 0                             | 0                                    | 5                    | 5                             |
| УКУПНО | 4                         | 0                             | 0                                    | 8                    | 8                             |

## Спортски клубови
- ФК Малиник, основан 1955. године

## Галерија
- Подгорац (Бољевац)
- Подгорац, панорама
- Подгорац, црква Сошествија Светог Духа
- Подгорац, црква Сошествија Светог Духа
- Османбегова чесма
- Споменик на месту Ваља Рнж
- Подгорац, панорама насеља